# Jacó (Livro de Mórmon)
Jacó, filho de Leí é um personagem do Livro de Mórmon.
Jacó foi um dos filhos de Leí e Saria que nasceu no deserto, durante a trajetória de sua família à Terra da Promissão. Jacó foi um grande profeta de Deus. Era irmão de Néfi, Sam, Lemuel, Lamã e José.
Néfi, seu irmão, antes de morrer, transferiu os registros a Jacó. Ele foi responsável por continuar com os relatos do Livro de Mórmon, e assim escreveu o livro de Jacó que se encontra atualmente no Livro de Mórmon. Jacó e José foram consagrados sacerdotes e mestres do povo por Néfi.
Jacó também ensinou sobre a vinda de um Messias, um Redentor e apresentou alguns motivos pelos quais os membros da casa de Israel não o aceitariam em sua vinda.